# Черниці (Злотовський повіт)
Черниці (пол. Czernice, нім. Königsdorf) — село в Польщі, у гміні Закшево Злотовського повіту Великопольського воєводства.
Населення — 369 осіб (2011).
У 1975-1998 роках село належало до Пільського воєводства.

## Демографія
Демографічна структура станом на 31 березня 2011 року:
|          | Загалом | Допрацездатний вік | Працездатний вік | Постпрацездатний вік |
| -------- | ------- | ------------------ | ---------------- | -------------------- |
| Чоловіки | 186     | 47                 | 124              | 15                   |
| Жінки    | 183     | 34                 | 111              | 38                   |
| Разом    | 369     | 81                 | 235              | 53                   |